# Confrérie de Saint-Vernier
La confrérie de Saint-Vernier (1548-1868) est une confrérie religieuse, regroupant les vignerons bisontins, sous le patronage de Vernier d'Oberwesel.
Créée en 1548, elle est établie à l'église Sainte-Madeleine de Besançon ; elle inspire vite des ramifications dans toute la Franche-Comté. Elle évoluera, au fil des siècles, en société de secours mutuel.
Dissoute dans le contexte révolutionnaire, la confrérie de Saint-Vernier est réactivée en 1804 et disparait définitivement en 1868.

## Histoire

### Avant 1548: contexte de création
D'après Frédéric Grosrenaud, dès 1512, les vignerons bisontins sont constitués en corps par les gouverneurs de la cité. Les magistrats interdisent – en 1534 selon Jean Brelot-, le travail à la tâche, ainsi que de payer les vignerons à un tarif trop élevé,,, Aussi la législation interdit de trop les nourrir.
Ils sont, à cette époque, étroitement surveillés par la magistrature,. En 1537, les vignerons revendiquent leur droit de fixer eux-mêmes le prix du vin. Plusieurs seront arrêtés ; l'un d'entre eux sera condamné à six ans d'exil.

### 1548 - 1678: fondation et développement

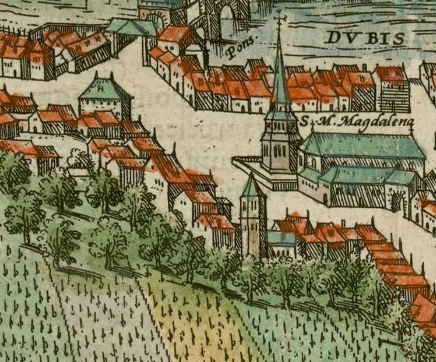
Ancienne église Sainte-Madeleine. Détail de la vue cavalière de Besançon peinte par Pierre d'Argent en 1575.

En 1548, grâce à la requête Jean Chuppin, chanoine de la Madeleine, les vignerons font l'acquisition de l'index ainsi que d'une partie du suaire de Vernier d'Oberwesel, dit saint Vernier. Ils créent alors leur propre confrérie sous sa protection,,,. 
Par la suite, le culte de saint Vernier s'étendra à la province environnante. On voit ainsi naitre des organisations similaires dans le comté de Bourgogne,.
On ne sait toutefois que très peu de choses de cette confrérie durant la deuxième moitié du XVIIe siècle, si ce n'est qu'elle servit de contrepoids face à la législation de magistrats.

### 1678 - 1789: de la conquête française à la révolution

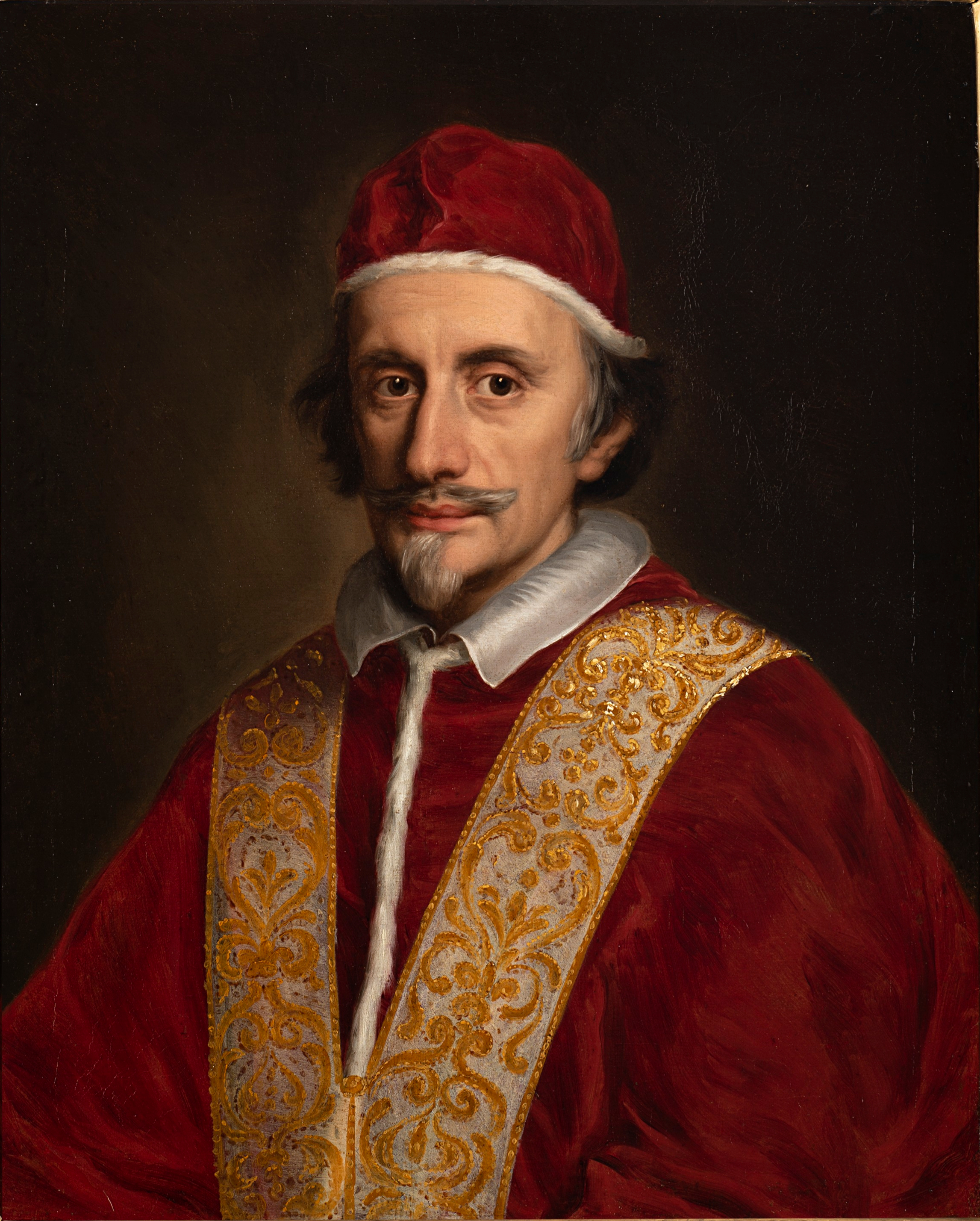
Innocent XI, qui confirmera la confrérie de Saint-Vernier dans une bulle du 10 décembre 1684.

À la suite de la conquête française, la confrérie de Saint-Vernier est confirmée par une bulle papale rédigée par Innocent XI, à Rome, le 10 décembre 1684. 

D'après le chanoine Suchet, les vignerons se montrent, dans un premier temps, hostiles à Louis XIV. Craignant de perdre en libertés,. Toutefois, au XVIIIe siècle, elle est l'une des confréries les plus riches de la cité. Puis, en 1770, elle évolue et devient une société de secours mutuel.

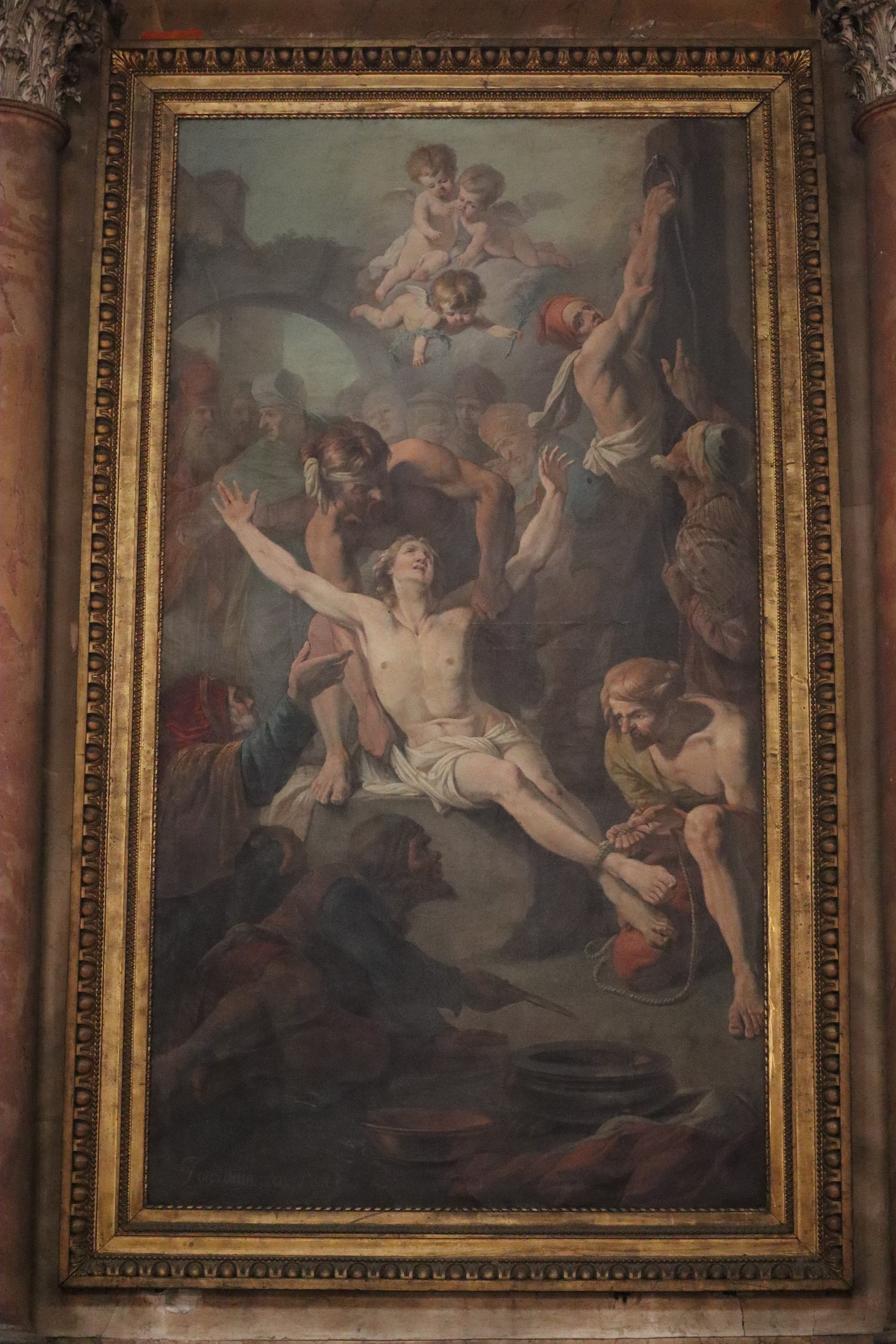
François Laurent Bruno Jourdain, Le Martyre de saint Vernier, 1788, Église Sainte-Madeleine de Besançon.

Après la reconstruction de l'église de la Madeleine, d'après les plans d'Alexandre Bertrand, elle érige une chapelle en l'honneur de saint Vernier,, et la fait décorer d'une toile du peintre Francis Jourdain, en 1788,. 
La confrérie de Saint-Vernier est dissoute dans le contexte révolutionnaire. Le suaire et l'os de saint Vernier disparaissent .

### 1804 - 1868: recréation
Malgré sa mise en sommeil, elle est recréée en 1804. Toutefois, en 1860, le docteur J. Druhen la décrit comme perdant en importance, et, décrit son mutuellisme comme tombant en désuétude, en raison du net recul du vignoble bisontin.
La confrérie disparait définitivement en 1868. Plusieurs objets lui ayant appartenu sont encore conservés au musée de l'église Sainte-Madeleine.

## Description et fonctionnement

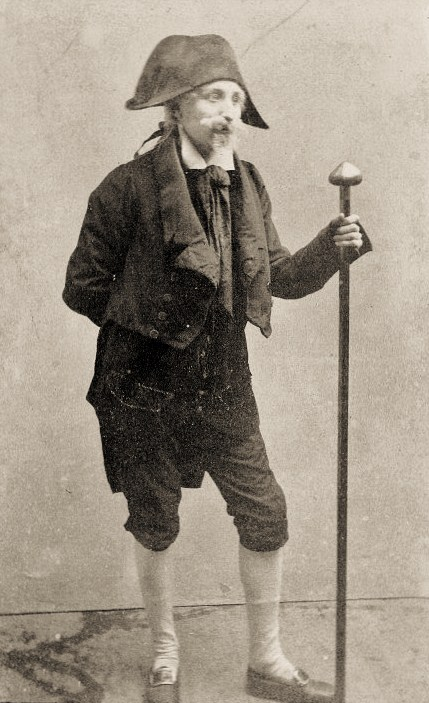
Barbizier, personnage folklorique des vignerons de Besançon.

Ses armoiries sont : d'azur à un Saint Vernier d'or, tenant dans sa main une palme de même,. Elle est dirigée par un conseil ainsi que par sept prieurs. Elle a un caractère profondément catholique.
Lorsqu'un vigneron est malade, ses confrères effectuent des journées de travail sur ses vignes,. Toutefois aucun salaire ne lui est versé. S'il décède, la confrérie travaille gratuitement 70 jours pour sa veuve et ses enfants,.
La fête de saint Vernier a cours le mardi de Quasimodo,,. Les membres font une offrande à leur saint patron et boivent quelques goutes de vin dans un même vase, suivant l'ancienne coutume,. Ils sont vêtus d'une culotte ainsi que d'un chapeau tricorne, tenue de Barbizier personnage folklorique des vignerons bisontins,,.